# Asplenium feei
Asplenium feei là một loài thực vật có mạch trong họ Aspleniaceae. Loài này được Kunze ex Fée miêu tả khoa học đầu tiên năm 1852.